# 波蘭太空總署
波蘭太空總署（波蘭語：Polska Agencja Kosmiczna，缩写：PAK；英文缩写：POLSA）是波蘭的太空機構，由發展、勞工和技術部管理。其为歐洲太空總署的成員。該機構專注於在波蘭發展衛星網絡和太空技術。 波蘭太空總署成立於2014年9月26日， 其總部位於波蘭的格但斯克。

## 历史

### 背景
在苏联时代，波兰的太空活动受到其与苏联的关系影响很大。波兰参与了Interkosmos计划，这是苏联倡导的旨在将社会主义国家纳入太空研究和探索的计划。 通过Interkosmos计划，波兰科学家在卫星技术的发展中发挥了关键作用。 一个重要的里程碑是米罗斯瓦夫·赫马舍夫斯基于1978年前往苏联太空站Salyut 6，他是截至2024年唯一一位进入太空的波兰国籍人士。
在1991年苏联解体后，波兰开始采取步骤发展独立的太空领域，1994年与欧洲航天局签署了关于和平利用外层空间的合作协议，该协议在2002年进行了扩展。 波兰于2004年加入欧洲联盟，并于2007年成为欧洲航天局的合作国家，这导致波兰在ESA项目中参与度不断增加。2012年7月，ESA理事会同意波兰加入欧洲航天局，同年11月，波兰正式成为ESA的第20个成员国。
第一颗波兰卫星PW-Sat由华沙理工大学的学生开发，并于2012年2月发射，旨在寻找低成本的解决方案来解除轨道卫星。 在随后的几年中，纳米卫星莱姆卫星（2013年）和休埃利乌什卫星（2014年）作为BRITE计划的一部分，由波兰科学院空间研究中心送入轨道。

### POLSA
于2014年9月26日，波兰国会（Sejm）通过法案，将波兰太空总署（POLSA）设立为经济发展与技术部的一个分支机构。 该机构于2015年底正式组建完整团队开始运作。2014年11月，之前曾担任波兰科学院空间研究中心主任的马雷克·巴纳什凯维奇教授成为新成立机构的第一任总裁。 科学副总裁是来自格但斯克理工大学电子、通信和信息技术学院的马雷克·莫希尼斯基教授，防务副总裁是莱赫·马捷夫斯基将军。
波兰太空总署（POLSA）参与了多个国际项目，如欧洲航天局的太空态势感知计划，专注于监测太空碎片和接近地球的其他物体；以及ENTRUSTED项目，旨在为欧盟成员国政府机构提供安全的卫星通信服务。

## 美国合作
2021年10月26日，波兰成为第13个加入阿尔忒弥斯协定的国家，与NASA合作，计划在2025年前将人类送回月球。波兰太空总署（POLSA）的总裁格热戈日·弗罗赫纳表示，加入该协定虽然不能保证波兰宇航员登月，但将确保与全球航空航天努力的更大合作，并将确保“波兰的设备和仪器将飞往月球和其他天体”。
在2023年4月19日的科罗拉多斯普林斯举行的第38届太空研讨会（Space Symposium 38）上，美国陆军将领詹姆斯·H·迪金森（James H. Dickinson）与波兰太空总署总裁格热戈日·弗罗赫纳签署了一项协议，使波兰加入太空态势感知计划（Space Situational Awareness Programme）。
于2023年8月9日，波兰太空总署（POLSA）与Axiom Space签署了一项协议，计划将波兰宇航员送上国际空间站，参加Axiom Space的第四次任务（Axiom Mission 4）。最有可能的候选人是Sławosz Uznański，他是欧洲航天局的宇航员队中唯一的波兰成员。他将是自Mirosław Hermaszewski乘坐联盟30号飞行以来的第一位波兰宇航员。 不久之后，波兰太空总署向欧洲航天局捐赠2亿欧元，这是他们原本预期捐赠的1.32亿欧元的增加。波兰太空总署宣布，他们希望到2030年控制欧洲太空市场的3%股份。
在2023年9月30日，弗罗赫纳宣布，波兰太空总署（POLSA）计划到2030年前将一支载人任务送上月球，预计会参与阿尔忒弥斯6号任务。他还宣布，波兰将开发本土的发射能力，并研发本土卫星以促进波兰经济。

## 国内卫星
2018年3月6日，波兰太空总署（POLSA）宣布，他们计划在八年内投资14.3亿波兰兹罗提（zł），作为“国家太空计划”项目的一部分。该项目将使POLSA能够与波兰现有的私营太空实体协调合作。该基金还将资助天文观测卫星、SAR微卫星以及其他一些研发项目。POLSA的副总裁皮奥特·苏什因斯基（Piotr Suszyński）还表示，该项目将促进与欧洲航天局（ESA）的国际合作。POLSA的资金申请未能通过。
2022年3月18日，波兰太空总署（POLSA）与Virgin Orbit签署了一份意向书，旨在确保国内的发射能力。POLSA计划发射一系列微卫星，但由于俄罗斯入侵乌克兰，任何使用俄罗斯火箭发射探测器的计划都被中止了。弗罗赫纳还解释说，波兰没有传统垂直发射台的实际位置，因为任何典型的太空发射都会导致碎片落在人口稠密地区。Virgin Orbit及其LauncherOne在波兰进行飞行之前即已关闭。
2023年3月2日，POLSA副总裁Michal Wiercinski参加了Australian International Airshow，以赢得未来波兰任务的发射场地，可能是RAAF Woomera Range Complex，同时还赢得了设计波兰卫星的分包商，特别是EagleEye地球观测卫星的开发商。这一举动发生在波兰与北大西洋公约组织对抗俄罗斯和集体安全条约组织之间的紧张局势中，波兰将地球观测卫星的发展视为国家安全问题。
2023年10月31日，POLSA宣布与ESA合作，计划到2027年发射一组波兰卫星星座。该星座将包括至少四颗卫星，其中三颗是光电卫星，一颗是雷达卫星，预计将耗资8700万美元。这些卫星将与ESA合作设计和制造。该星座的目标是监测和管理土地利用、农业、环境、基础设施、水资源和紧急情况。这将是波兰的首批卫星，星座的工作名称为Camilla。
2023年11月1日，韩国太空初创企业TelePIX宣布，他们将与波兰纳米卫星公司SatRevolution合作，与韩国科学与信息通信部和POLSA一起开发一颗名为BlueBon的6U立方卫星。预计将于2024年6月发射，配备一台3.8米光学相机，用于收集地球观测数据。

## 外国合作
2016年7月4日，POLSA宣布与中国国家航天局签署合作意向书，旨在促进两国科技发展并推动波兰和中国技术开发商之间的合作。此外，该协议还概述了波兰实验可能在中国火箭上发射，以及波兰可能在天宫空间站上进行实验的潜力。

## 国内卫星
2022年3月18日，波兰太空总署（POLSA）与Virgin Orbit签署了一份意向书，旨在确保国内的发射能力。POLSA计划发射一系列微卫星，但由于俄罗斯入侵乌克兰，任何使用俄罗斯火箭发射探测器的计划都被中止了。弗罗赫纳还解释说，波兰没有传统垂直发射台的实际位置，因为任何典型的太空发射都会导致碎片落在人口稠密地区。Virgin Orbit及其LauncherOne在波兰进行飞行之前即已关闭。
2023年3月2日，POLSA副总裁Michal Wiercinski参加了Australian International Airshow，以赢得未来波兰任务的发射场地，可能是RAAF Woomera Range Complex，同时还赢得了设计波兰卫星的分包商，特别是EagleEye地球观测卫星的开发商。这一举动发生在波兰与北大西洋公约组织对抗俄罗斯和集体安全条约组织之间的紧张局势中，波兰将地球观测卫星的发展视为国家安全问题。
2023年10月31日，POLSA宣布与ESA合作，计划到2027年发射一组波兰卫星星座。该星座将包括至少四颗卫星，其中三颗是光电卫星，一颗是雷达卫星，预计将耗资8700万美元。这些卫星将与ESA合作设计和制造。该星座的目标是监测和管理土地利用、农业、环境、基础设施、水资源和紧急情况。这将是波兰的首批卫星，星座的工作名称为Camilla。
2023年11月1日，韩国太空初创企业TelePIX宣布，他们将与波兰纳米卫星公司SatRevolution合作，与韩国科学与信息通信部和POLSA一起开发一颗名为BlueBon的6U立方卫星。预计将于2024年6月发射，配备一台3.8米光学相机，用于收集地球观测数据。

## 外国合作
2016年7月4日，POLSA宣布与中国国家航天局签署合作意向书，旨在促进两国科技发展并推动波兰和中国技术开发商之间的合作。此外，该协议还概述了波兰实验可能在中国火箭上发射，以及波兰可能在天宫空间站上进行实验的潜力。

## 管理
- 总裁：格热戈日·弗罗赫纳（自2021年2月18日起）
- 副总裁：马辛·马祖尔上校（自2021年11月22日起）[28]
- 副总裁：米哈乌·维尔钦斯基博士（自2022年2月25日起）[29]